# Kultovní místa Slovanů
Slované praktikovali svůj kult zpravidla pod širým nebem. Posvátnými místy byly především přírodními objekty jako háje, stromy, hory, prameny a skály, o kterých se věřilo že je obývá démon či božstvo. Zatímco malá obětiště existovala přímo v zástavbě, větší, často v podobě hradišť se stavěla mimo osídlené oblasti. Chrámy Slované nestavěli, s výjimkou Polabských Slovanů a Pomořanů.. Kromě posvátných míst obětovali Slované i v domech, chlévech a na hrobech či obětiny vhazovali do vody, ohně, povětří či země.

## Háje
Historicky je Dětmarem z Merseburku doložen háj Zutibure, tedy Svatobor, v Lužici. Posvátné háje nejspíše existovali i na jiných místech stejného jména jako je například Svatobor u Sušice. Dětmar také uvádí že lutická svatyně Retra byla zbudována v posvátném háji.Kronikář Helmold z Bosau zase zmiňuje háj boha Proveho ve městě Stargard. Úcta k hájům přetrvala i ve slovanské lidové kultuře, v severním Rusku ještě v 19. stály u vesnic borové háje nazývané boželesje či moljonyj les, kterých se nesměl nikdo dotknout.
Etymologicky slovo háj souvisí s ochranou a "hájením". Podle Grażyny Rytter znamená praslovanské slovo gajъ "ritualizovaný okrsek" či "místo pobytu mrtvých předků", doslovně "místo kde žijí mrtví". Podobný význam má i slovo ráj - rajъ, "ritualizovaný okrsek" či "místo pobytu duší".

## Obětiště

### Písemné prameny
Podle Pověsti dávných let nechal roku 980 kníže Vladimír vybudovat obětiště:
... A začal panovat Vladimír v Kyjevě sám jediný. A postavil na návrší vně opevněného dvorce modly: Perunovi ze dřeva, hlavu jeho ze stříbra a vous ze zlata, také Chorsovi Dažbogovi, Stribogovi, Simarglovi a Mokoši. A obětovali jim, nazývající je bohy, a přiváděli své syny i dcery a obětovali je běsům a poskvrnili svými oběťmi zemi. A poskvrnila se země Ruská i ono návrší. Ale předobrotivý Bůh nechtěl smrti hříšníků; na tom návrší stojí nyní chrám, zasvěcený svatému Vasiliji, jak (o tom) později povíme...
Obětiště ruských kupců v povolžském Bulharsku popisuje také Ibn Fadlán, arabský diplomat z první poloviny 10. století.

### Archeologie
Archeologické nálezy obětišť pochází především z dnešního Běloruska a Ukrajiny. Patří mezi ně i lokality připisované černjachovské kultuře, která podle některých teorií obsahovala praslovanské elementy. K rozkvětu jejich budování došlo od konce 8. do konce 10. století, tedy v době vzniku slovanských protostátních útvarů. Stavění obětišť upadlo od 11. století v důsledku christianizace.
Jako obětiště také bývají identifikovány nálezy z Pohanska a Mikulčic, polabského Stargradu a pomořanský Wolin. V Polsku existují nálezy identifikovatelné jako zbytky obětišť především z hor jako je Ślęża, Łysa Góra, Radunia nebo Góra Grodowa.
Vyskytly se pokusy nalézt obětiště v Kyjevě a Novgorodu zmiňovaná v Pověsti dávných let. Nejstarším případem byl výzkum Čeňka Chvojky v roce 1908 na Starokyjevské hoře při které nalezl mohutnou kamennou plošinu, kterou identifikoval jako místo kde stála Perunova modla. Pozdější vykopávky v roce 1937 však naznačují že se jednalo o část běžného osídlení a teorie že na tomto místě stál kultovní okrsek je nepravděpodobná. Nepravděpobné je také spojení Perunova obětiště s nálezem z roku 1975 ve sklepě domu č. 3 ve Vladimírské ulici, ten se vztahuje nejspíše ke 13. století.
Některé prameny a místní podání také spojují Perunovo obětiště s vrchem Peryň v Novgorodu. V letech 1953 a 1954 zde prováděl vykopávky Valentin Sedov a identifikoval zde kruhové obětiště obklopené příkopem. Pozdější výzkumy však napovídá že se jedná spíše o zbytky mohyl a na Peryni leželo tedy pohřebiště.

#### Kultovní hradiště
Během 9. a 10. století byla budována i tzv. hradiště-obětiště. Tyto rozsáhlé stavby stály mimo osídlení, nejčastěji na návrších nebo u pohřebišť. Hradiště nejspíše sdružovala pro kultovní účely několik blízkých osad. Měla opevnění tvořené valy a příkopy a uvnitř byla nalezena ohniště, kde pravděpodobně hořely dlouhodobě ohně, a obětní jámy. Na sakrálních hradištích byly také nalezeny kosti prasat a skotu, a kosti lidské, není však jisté zda jde o pozůstatky obětovaných, nebo obránců či útočníků.
Dále zde byly nalezeny vydlážděné plošiny, možná zbytky oltářů, a stopy po kůlech, na kterých mohly být nasazeny modly. V dolní části hradišť se nacházely dlouhé domy s množstvím kostí, nejspíše zbytků po obětních hostinách, jejich obdobou mohou být pomořanské kontiny, zmiňované životopisci Otty Bamberského. Na těchto hradištích chybí známky trvalého osídlení.
Nejvíc sakrálních hradišť se nacházelo v oblasti Zakarpatí, horního Podněpří, na středním Dněstru a horním Prutu a na dnešním pomezí Ukrajiny a Polska, významná je především tzv. zbručská soustava v povodí Zbruče tvořená například hradišti Bohit a Zvenigorod. Takovýmto hradištěm pravděpodobně byl i dnešní Pražský hrad s pahorkem Žiži, před tím než si jej za své sídlo zvolil kníže Bořivoj. (Téra, s. 101). Sakrální hradiště, náboženské centrum kmene Polanů, stálo pravděpodobně na Lechově hoře v Hnězdně a podobně lze chápat Retru a Korenici známé z historických pramenů.

## Chrámy
Podle díla Dětmara z Merseburku měl na území Polabských Slovanů každý kraj svou svatyni, není však jisté zda vždy šlo o chrám v pravém slova smyslu. Tento autor také jako první, na počátku 11. století popsal Riedigost, svatyni polabského kmene Ratarů. V druhé polovině 11. století tento chrám Adam Brémský popsal taktéž a to pod jménem Retra. Na konci 11. století či během 12. století pak tato svatyně zasvěcená bohu Svarožicovi zanikla.
Bohatší je popis svatyně v Arkoně, zasvěcené Svantovítovi, hlavními božstvu kmene Ránů. Byla popsána ve 12. století Helmoldem z Bosau v díle Chronica Slavorum a Saxonem Grammaticem v díle Gesta Danorum. Vyvrácena byla roku 1168 dánským králem Valdemarem I. Saxo Grammaticus také zmiňuje svatyni v Korenici, zasvěcenou bohům Rujevítovi, Porevítovi a Porenutovi.
Životopisci Otty Bamberského zmínila také chrámy v Gockově, Volhošti, Volyni a Štětíně. Podle Ebbona byly v Gockově obdivuhodně zdobené svatyně, podle Herborda pouze jeden chrám. Ve Volhošti byl chrám zasvěcený Jarovítovi s posvátným štítem. Ve Volyni byl chrám obklopený bažinou, s posvátným kopím zapuštěným ve sloupu. Je možné že v tomto městě stály chrámy dva, jak naznačují dva kostely vybudované po přijetí křesťanství na jednom místě. Ve Štětíně Ebbon zmiňuje dva chrámy, Herbord čtyři, z nichž hlavní byl zasvěcen Trihlavovi. Kromě těchto chrámů jsou v různých zdrojích zmiňovány další, ovšem bez bližšího popisu či se jejich existence usuzuje z nepřímých náznaků v pramenech.
Zmíněné chrámy vykazují některé shodné rysy. Například byly dřevěné a kvalita jejich výzdoby vzbuzovala obdiv i u křesťanů. Ač stály, na rozdíl od sakrálních hradišť, v blízkosti osídlení, tak stejně jako ona byly opevněny. Kromě toho nesloužily pouze jako kultovní prostory, ale také pro potřeby sněmů, trhů a dalších společenských událostí. Na rozdíl od ostatních oblastí osídlených Slovany byly chrámy obsluhovány kněžími, kteří tvořili zvláštní společenskou vrstvu.
Podle některých badatelů Polabané a Pomořané stavěli chrámy pod keltským vlivem zprostředkovaným feldberskou kulturou, z které pravděpodobně vzešli polabští Veleti. Obodrité a sálští Slované, vzešlí z jiných kultur, chrámy opravdu nestavěli, ale rozdíl minimálně sedmi století mezi keltskou a feldberskou kulturou činí tuto teorii nepravděpodobnou.
Zajímavé je také označení contina (původně nejspíše kątina) používané v historických pramenech pro některé slovanské chrámy. Pravděpodobně je odvozeno od slova kąt "rohová stavba". Jelikož podobné slovo pro stavby na posvátných hradištích užívají i východoevropští Ugrofinové, příkladem může být finské kota či mordvinské kudo, lze předpokládat že jde o slovo společné všem Slovanům, které Ugrofinové později převzali. V tom případě Polabané nezačali stavět chrámy pod cizím vlivem, ale šlo o dovršení procesu, který u ostatních Slovanů nebyl dovršen kvůli brzké christianizaci. Podle jiných názorů k jejich vzniku došlo pod křesťanským vlivem.
Žádný z popisovaných chrámů nebyl archeology nalezen, byly však nalezeny svatyně blízké popisovanému vzhledu na jiných místech. Jedná se například o chrám v hradištích Gross Raden, Parchim, Feldberg a Ralswiek. Pochází ze stejné doby jako většina hradišť-obětišť z východní Evropy, tedy z 9. až 10. století.

## Rusko a Čechy
Chrámy jsou v historických pramenech zmiňovány i o ostatních Slovanů. V Rusku se jedná o Život sv. Vladimíra, který uvádí:
"Blažený kníže Vladimír pokřtil celou ruskou zemi, rozbořil a zničil pohanské chrámy a obětiště a strhl modly..."
Islandská Sága o Olafu Tryggvassonovi také zmiňuje chrám v Kyjevě. Svatováclavská legenda Oportet nos fratres zmiňuje chrámy které zbořil český kníže Spytihněv. Ve všech těchto případech se však pravděpodobně jednalo o obětiště.